# Arthur and Merlin
Arthur and Merlin er en uafhængig britisk film fra 2015 instrueret af Marco van Belle og skrevet af Kat Wood og Marco van Belle. Filmen har Kirk Barker, Stefan Butler, Nigel Cooke og David Sterne på rollelisten, og den er baseret på de keltiske legender om kong Arthur og Merlin.
Filmen fik en blandet modtagelse, men blev rost for det overordnede udtryk på trods af et meget lille budget.

## Medvirkende
- Kirk Barker som Arthur/Arthfael
- Stefan Butler som Merlin/Myrrdin
- Nigel Cooke som Aberthol
- Charlotte Brimble som Olwen
- Adrian Bouchet som Lucan
- David Sterne som King Vortigern
- Nick Asbury som Orin
- Andrew Grose som Brian
- Garth Maunders som Faelan
- Joseph Attenborough som Eogan
- Jack Rigby som Anyon
- Alison Harris som Branwen
- Jack Maw som young Myrrdin
- Hattie Pardy-McLaughlin som ung Nia
- Harvey Walsh som young Arthfael